# Motta Santa Lucia
Motta Santa Lucia è un comune italiano di 816 abitanti della provincia di Catanzaro in Calabria.

## Geografia fisica

### Territorio
Motta Santa Lucia si erge all'apice di una collina a 590 metri sul livello del mare, geograficamente posta nella bassa valle del Savuto, alle propaggini della Sila Piccola, al confine con la provincia di Cosenza. Il profilo altimetrico del territorio comunale è compreso tra 169 e 1351 metri sul livello del mare.
La superficie del Comune di Motta Santa Lucia è di 26,3 km2.

### Clima
A Motta Santa Lucia, per la maggior parte, le estati sono brevi, calde, asciutte e serene e gli inverni sono lunghi, freddi, con pioggia.
In media la stagione calda dura 2,9 mesi, dal 15 Giugno all'11 Settembre, con una temperatura giornaliera massima oltre 24 °C. Il mese più caldo dell'anno è Agosto, con una temperatura media massima di 27 °C e minima di 18 °C; mentre la stagione fredda dura 4,0 mesi, da 24 Novembre a 26 Marzo, con una temperatura massima giornaliera media inferiore a 13 °C. Il mese più freddo dell'anno è Febbraio, con una temperatura media massima di 3 °C e minima di 10 °C.
- Classificazione climatica: Zona D, 1988 GR/G[5]

## Storia
Nell'antichità Motta Santa Lucia ebbe altri nomi ed occupò vari siti. Sebbene non esistano notizie certe e prove documentali sulla sua origine, si ritiene comunemente che essa fosse stata fondata, col nome di Porchia, da una colonia romana dedotta nell'anno 556 a.C. presso Mamerto (oggi Martirano). La prima ubicazione, secondo alcuni storici regionali, si potrebbe collocare a sinistra del fiume Savuto, non lontano dalle cosiddette Macchie De Gattis.
L'antica Porchia fu più volte danneggiata da terremoti, alluvioni e soggetta a scorrerie Saracene. Nel 950 o 951 d.C. fu completamente rasa al suolo dai Saraceni i quali, stabilitisi ad Amantea vi avevano creato la sede più importante di un loro Emirato. Gli abitanti di Porchia furono costretti a fuggire verso i monti circostanti e a rifugiarsi nei boschi dai quali, in seguito, si spostarono per fondare numerosi villaggi che assunsero il nome di Motta di Porchia.
Secondo autorevoli studiosi di toponomastica la parola "Motta" stava ad indicare ogni scoscendimento di terreno e la parte di terra scoscesa. Ernesto Pontieri fu tra i primi ad affermare, invece, che il toponimo "Motta" è frequente nella toponomastica italiana e si riferisce ad un luogo fortificato, atto a premunire o difendere gli abitanti da insidie e minacce esterne. Nell'uno o nell'altro caso il nome dato al "risorto" paese fu molto appropriato e servì bene a distinguerlo in Calabria da: Mottafollone, Motta Filocastro (frazione di Limbadi) e Motta San Giovanni. I villaggi che costituirono Motta di Porchia furono denominati dai Santi sotto la cui invocazione erano stati fondati ed ai quali erano state edificate diverse chiese: San Pietro, San Paolo, San Marco, Sant'Angelo, San Donato, San Vito, San Nicola, San Barnaba, San Salvatore, Santa Lucia. Il più importante fra questi villaggi, quello di San Salvatore, dette il nome al paese che, in alcuni documenti, divenne "Motta San Salvatore".
Alla scomparsa del Vescovato di Temesa, da cui Motta dipendeva, fu aggregata al Vescovato di Amantea e da questo passò a quello di Martirano nella prima metà del secolo XI. Da questo momento in poi Motta di Porchia seguì le sorti del territorio ricadente nella Contea di Martirano, elevata a tale rango da Roberto il Guiscardo. La Contea rimase a lungo sotto il governo della famiglia Sanseverino, assumendo importanza strategica nella valle del Savuto. La posizione era adatta per la difesa dell'entroterra fino a Cosenza e questo favorì la costruzione di alcuni castelli fra i quali quello di Motta di Porchia.
Nel 1386, Carlo III di Durazzo, concesse Motta di Porchia in feudo a Francesco Scaglione, Maresciallo del Regno di Napoli.
Nel 1422, Luigi III d'Angiò, pose Motta di Porchia sotto la regia giurisdizione e sotto il demanio di Cosenza, successivamente la infeudò a Filippo Giacobbe Tirelli, suo cavaliere, che ne ebbe conferma da Renato d'Angiò e in seguito da Alfonso I d'Aragona.
Nel 1464 fu reintegrata nel demanio di Cosenza e compresa nella bagliva di Martirano, alla quale venne destinato, da Federico I d'Aragona, come governatore, Martin Giovanni Scarrera. Il suo successore, nel 1481, fu il genero Andrea de Gennaro, la cui moglie Catarinella preferiva abitare più a Motta di Porchia che a Martirano.

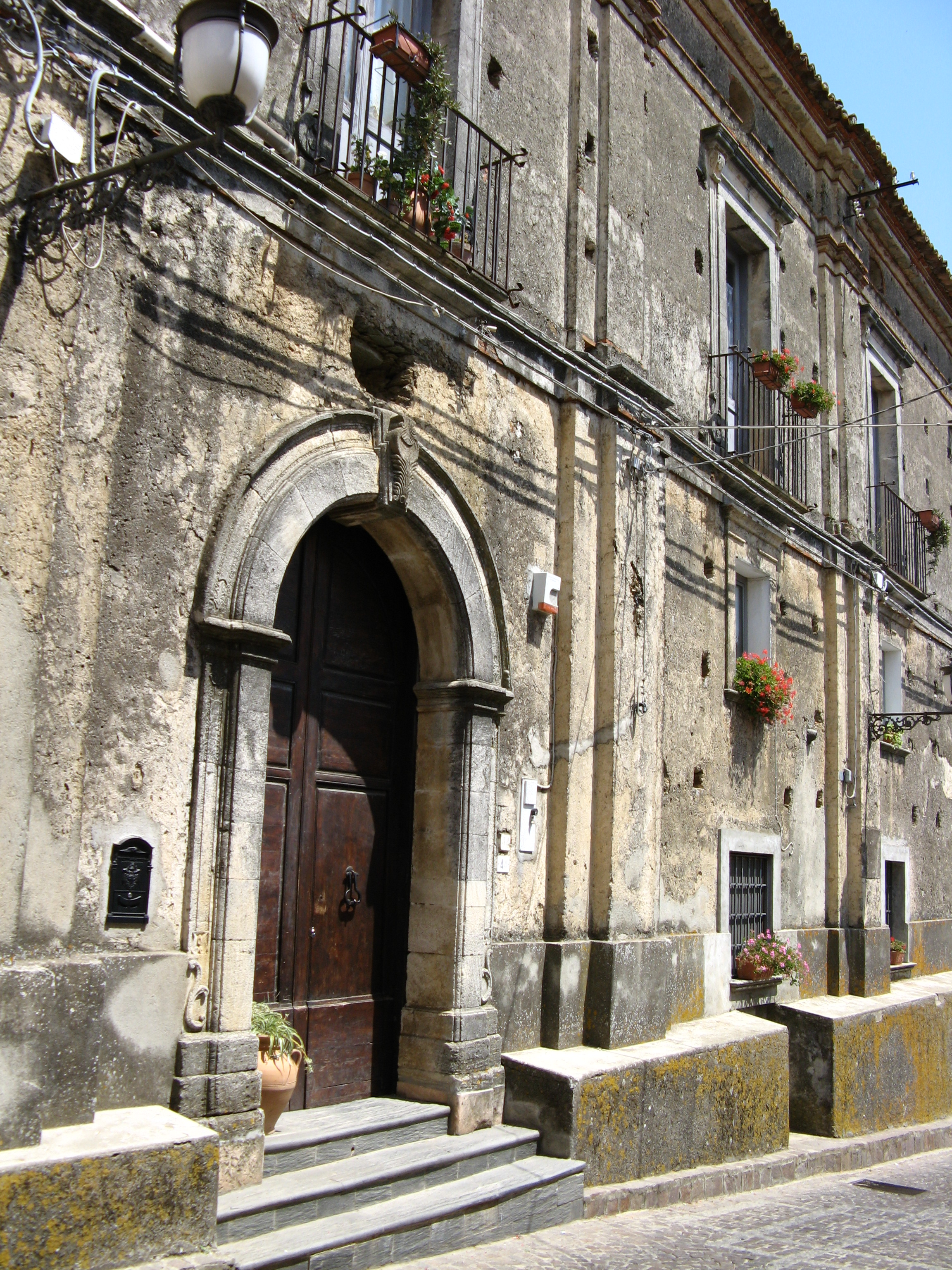
Centro storico: palazzo Pirri

Nel 1496 Federico I d'Aragona trasformò la bagliva di Martirano in feudo nobile e lo assegnò al de Gennaro col titolo di conte, unendovi anche Altilia, Grimaldi e Scigliano. Martirano fu costretto ad accettare la decisione reale; Altilia e Grimaldi, essendo di diritto e di fatto casali di Cosenza, furono facilmente sottratte al vassallaggio, mentre Scigliano se ne riscattò con il pagamento di una forte somma. Motta di Porchia, che aveva ubbidito al de Gennaro come governatore, non volle sottomettersi come feudataria e resistette con le armi. La resistenza, tra alterne vicende, durò anche contro il figlio del de Gennaro, Scipione, fino al 1514 quando, la popolazione, stremata, ridotta alla miseria, dopo aver demolito il castello, fu costretta ad arrendersi agli oltre 400 fanti guidati personalmente dal Governatore Generale della Calabria Pietro de Castro. La vertenza fu sottoposta al Sacro Regio Consiglio e vi si protrasse per molti anni senza successo. Nel 1530 venne stipulata una regolare capitolazione nella quale venne stabilito, tra l'altro, che i numerosi profughi di Motta di Porchia, rifugiatisi nei casali di Scigliano non dovevano essere molestati o richiamati dal conte di Martirano.
La contea di Martirano, con Motta di Porchia, fu portata in dote a Carlo d'Aquino – principe di Castiglione, da una figlia di Scipione de Gennaro, rimanendo in possesso dei loro successori fino all'abolizione della feudalità. Anche contro i d'Aquino frequenti furono le rivolte e le opposizioni di ogni specie. Memorabile quella del 1697 per ottenere il "diritto di sbarro", consistente nel poter liberamente raccogliere ghiande e castagne nei fondi feudali e burgensatici Per ricordare l'avvenimento, il canonico e poeta mottese Antonio Marasco, compose una lirica dal titolo: lu sbarru de le foreste.
Motta di Porchia, sebbene unita alla contea di Martirano, ebbe, fin dal periodo Angioino, un'amministrazione autonoma, regolata in base a particolari "capitoli", detta "Università" (Comune). I primi capitoli furono concordati con i de Gennaro nel 1546. Durante il periodo vicereale spagnolo (1563–1734), Motta forniva alla cosiddetta "Compagnia della Paranza" di Amantea, il maggior numero degli effettivi. Detta compagnia aveva il compito di sorvegliare la costa di quasi tutto il golfo di Sant'Eufemia.
Nel 1638 Motta di Porchia fu distrutta dal terremoto. Ricostruita nelle contrade San Nicola e Santa Lucia, le più prossime alla spianata del distrutto castello, il nome fu mutato in quello attuale di Motta Santa Lucia.
Nel 1799, sotto il duro governo di Donna Vincenzina Maria d'Aquino che amministrava il suo feudo da Napoli, anche Motta Santa Lucia subiva il "fascino" delle idee della Rivoluzione francese. Vennero piantati i tre alberi, simbolo delle idee repubblicane mentre i reazionari si davano alla fuga. La controrivoluzione portata avanti dalle truppe Sanfediste del Cardinale Fabrizio Ruffo ricondusse Motta al vecchio ordine.
Nel 1806 in occasione della sommossa antifrancese che coinvolse tutti i paesi del Reventino, Motta non subì il sacco e l'incendio che toccarono invece a Soveria e a Conflenti. Alcuni cittadini mottesi finirono sotto processo presso la Commissione Militare Francese che operava a Cosenza, ma il centro abitato fu risparmiato dall'assalto delle truppe di occupazione.
Negli anni successivi la Calabria tornava ai Borbone e fu riordinata in tre province: Calabria Citeriore con capoluogo Cosenza, Calabria Ulteriore Prima con capoluogo Reggio Calabria e Calabria Ulteriore Seconda con capoluogo Catanzaro. Nel 1816, Motta passò dalla provincia di Calabria Citeriore (Cosenza) alla Ulteriore Seconda (Catanzaro). Fino a tutto l'Ottocento dai cosentini era chiamata anche Motta di Scigliano, pur non avendo mai avuto, con quell'antico centro, alcun rapporto politico-amministrativo o ecclesiastico.
Il brigantaggio, che in Calabria era esploso prima dell'Unità d'Italia per l'oppressione dei ceti possidenti e per la mancata rivoluzione agraria, anche a Motta ebbe due protagonisti: Domenico Bonacci e Carmine Ianni.
In epoca risorgimentale a Motta fu istituita una vendita Carbonara denominata Enciclopedia. Anche Motta dette il suo contributo all'esercito garibaldino con il canonico Carlo Maria Tallarigo come ufficiale, che successivamente divenne libero docente nella Reale Università di Napoli.
Negli ultimi anni dell'Ottocento in Calabria si ebbe una notevole diffusione delle società operaie di mutuo soccorso. Quella di Motta vide la luce nel 1892, per iniziativa di alcuni personaggi mottesi tra cui il farmacista Domenico Marchio. Il sodalizio aveva lo scopo come recita lo statuto, di «conseguire il benessere della classe agricola operaia mercé il mutuo soccorso, l'educazione e l'istruzione».
L'alba del nuovo secolo, il 1900, fu contrassegnata dall'emigrazione verso le Americhe di numerosi nuclei familiari mottesi, che cercavano un nuovo "mondo" e una nuova vita senza più miseria. La popolazione continuò a diminuire durante la prima e la seconda guerra mondiale. Nel dopoguerra, invece, l'ondata migratoria si spostò in modo considerevole verso il Nord dell'Italia. Quando la popolazione si enumerava per fuochi, ne contava 132 nel 1532, 151 nel 1545, 218 nel 1561, 235 nel 1595, 363 nel 1648 e 392 nel 1669. Nel 1689 Motta Santa Lucia contava 1 818 abitanti, 2069 nel 1709, 2350 nel 1797. In questi dati vi erano compresi gli abitanti di Casale d'Aquino, sorto nel XVII secolo, (circa 100) e quelli dei villaggi di San Bernardo, Passaggio, Tomaini, Praticello, Rizzi, Casenove, Adami, Stocchi, Palinuro, Censo, Liardi (comprendenti l'attuale Decollatura) e Mannelli (facente parte dell'attuale Soveria Mannelli). Casale d'Aquino sorse nel secolo XVII, con il contributo anche di Laura d'Aquino, contessa di Martirano, che nel 1690 vi fece erigere una chiesetta. I villaggi, ora appartenenti al Comune di Decollatura, furono fondati nel XVIII secolo da famiglie mottesi che vi possedevano poderi o che ebbero in enfiteusi proprietà allodiali o ecclesiastiche. I villaggi, ora ricadenti nel comune di Soveria Mannelli, furono, invece, fondati nel secolo XVI da mottesi appartenenti alle famiglie Colosimo, Serianni, Marasco e Cimino che, per aver preso parte attiva nella famosa rivolta contro i de Gennaro, erano stati espulsi dal paese e della contea e puniti con la confisca dei beni.
La popolazione mottese al censimento del 1881 era costituita da 1 747 persone e diminuì di poche unità venti anni dopo, nel 1901 arrivava a 1720 e raggiunse la punta massima di 1851 nel 1951. Gli abitanti erano dediti principalmente all'agricoltura: braccianti, coloni e alcuni piccoli proprietari. Accanto a questi, occupati nei lavori di campagna esistevano anche quelli che esercitavano mestieri tipici delle piccole comunità: sarti, muratori, calzolai, falegnami, mugnai, pentolai, bettolieri, mulattieri, fabbri.

### Simboli
Lo stemma e il gonfalone del comune di Motta Santa Lucia sono stati concessi con decreto del presidente della Repubblica dell'11 agosto 1972.
Il gonfalone è un drappo troncato di bianco e di rosso.

## Società

### Evoluzione demografica
Abitanti censiti

### Tradizioni e folclore
- 13 Dicembre: Santa Lucia.
- Ultima Domenica di Luglio: Ballata dei Ciucci di Sant'Anna.
- 15 Agosto: Ballata dei Babbi.
- Carnevale: Farsa.

## Infrastrutture e trasporti

### Strade
Motta Santa Lucia è attraversata dalle seguenti strade, che consentono di raggiungere rapidamente i comuni limitrofi e di immettersi nelle maggiori direttrici:
- Strada Provinciale 64, che collega il paese con Decollatura (direzione Ovest) e con Pedivigliano (direzione Nord);
- Strada Provinciale 71, che collega il paese con Conflenti (direzione Sud);
- Strada Statale 616, che consente di raggiungere l'Autostrada A2.

## Amministrazione

### Elezioni comunali
Archivio storico a partire dal 1993, anno di introduzione diretta del Sindaco con la Legge n. 81 del 25 Marzo 1993. Di seguito sindaci e liste politiche di appartenenza:
| 24 Aprile 1995     | 24 Aprile 1995  | 24 Aprile 1995 | 24 Aprile 1995 |
| Candidati          | Liste           | Tot. voti      | %              |
| ------------------ | --------------- | -------------- | -------------- |
| Francesco Pagliaro | Centro-Sinistra | 341            | 53,03          |
| Francesco Carino   | Centro          | 302            | 46,97          |

| 14 Giugno 1999     | 14 Giugno 1999  | 14 Giugno 1999 | 14 Giugno 1999 |
| Candidati          | Liste           | Tot. voti      | %              |
| ------------------ | --------------- | -------------- | -------------- |
| Francesco Pagliaro | Lista Civica    | 316            | 53,29          |
| Lucio Pagliaro     | Centro-Sinistra | 277            | 46,71          |

| 14 Giugno 2004             | 14 Giugno 2004 | 14 Giugno 2004 | 14 Giugno 2004 |
| Candidati                  | Liste          | Tot. voti      | %              |
| -------------------------- | -------------- | -------------- | -------------- |
| Francesco Giuseppe Zerardi | Lista Civica   | 241            | 39,83          |
| Francesco Carino           | Lista Civica   | 206            | 34,05          |
| Amedeo Colacino            | Lista Civica   | 158            | 26,12          |

| 8 Giugno 2009              | 8 Giugno 2009                    | 8 Giugno 2009 | 8 Giugno 2009 |
| Candidati                  | Liste                            | Tot. voti     | %             |
| -------------------------- | -------------------------------- | ------------- | ------------- |
| Amedeo Colacino            | Nuovi Orizzonti                  | 333           | 51            |
| Francesco Giuseppe Zerardi | Il Punto...                      | 164           | 25,11         |
| Paolo Chirillo             | Coraggio, Libertà e Rinnovamento | 116           | 17,76         |
| Davide Perrone             | Fiamma Tricolore                 | 40            | 6,13          |

| 26 Maggio 2014        | 26 Maggio 2014 | 26 Maggio 2014 | 26 Maggio 2014 |
| Candidati             | Liste          | Tot. voti      | %              |
| --------------------- | -------------- | -------------- | -------------- |
| Amedeo Colacino       | Motta Viva     | 337            | 52,74          |
| Egidio Leone Artibani | Motta Di +     | 302            | 47,26          |

| 27 Maggio 2019 | 27 Maggio 2019         | 27 Maggio 2019 | 27 Maggio 2019 |
| Candidati      | Liste                  | Tot. voti      | %              |
| -------------- | ---------------------- | -------------- | -------------- |
| Ivano Egeo     | Rinnovamento per Motta | 513            | 100            |

| 10 Giugno 2024   | 10 Giugno 2024        | 10 Giugno 2024 | 10 Giugno 2024 |
| Candidati        | Liste                 | Tot. voti      | %              |
| ---------------- | --------------------- | -------------- | -------------- |
| Ivano Egeo       | Motta Verso il Domani | 447            | 85,96          |
| Ferdinando Pirri | Valle del Savuto 4.0  | 73             | 14,04          |